# جاي ريتشارد بونين
جاي ريتشارد بونين (بالإنجليزية: Jay Richard Bonin)‏ هو لاعب شطرنج أمريكي، ولد في 1955.

## وصلات خارجية
- جاي ريتشارد بونين على موقع الاتحاد الدولي للشطرنج (الإنجليزية)
- جاي ريتشارد بونين على موقع مباريات الشطرنج (الإنجليزية)
- جاي ريتشارد بونين على موقع Chesstempo.com (الإنجليزية)
- جاي ريتشارد بونين على موقع الاتحاد الأمريكي للشطرنج (الإنجليزية)